# Andrej Ilić
Andrej Ilić (in serbo Андреј Илић?; Belgrado, 3 aprile 2000) è un calciatore serbo, attaccante dell'Union Berlino.

## Caratteristiche tecniche
È un centravanti.

## Carriera

### Club
Cresciuto nel settore giovanile del Napredak Kruševac, ha esordito in prima squadra il 27 ottobre 2018 disputando con l'incontro di Superliga serba pareggiato 1-1 contro il Partizan.
Il 20 aprile 2019 ha trovato la prima rete in carriera, segnando il gol del momentaneo 3-0 nella sfida casalinga vinta 5-0 contro il Vojvodina.
Il 16 agosto 2023 è passato ai norvegesi del Vålerenga, a cui si è legato fino all'estate 2027.

### Nazionale
Ha giocato nella nazionale serba Under-21.

## Palmarès

### Club

#### Competizioni nazionali
- Coppa di Lettonia: 1

RFS Riga: 2021
- Campionato lettone: 1

RFS Riga: 2021